# آرنه پلکونن
آرنه پلکونن (فنلاندی: Aarne Pelkonen; ۲۴ نوامبر ۱۸۹۱ – ۶ نوامبر ۱۹۵۹) ژیمناست هنری اهل فنلاند بود.